# 6747 Ozegahara
6747 Ozegahara è un asteroide della fascia principale. Scoperto nel 1995, presenta un'orbita caratterizzata da un semiasse maggiore pari a 2,9732522 UA e da un'eccentricità di 0,1404940, inclinata di 4,02640° rispetto all'eclittica.